# José Luis Gutiérrez (periodista)
José Luis Gutiérrez Suárez  (Busdongo de Arbas, 1943-Madrid, 21 de mayo de 2012) fue un periodista español. Desempeñó una parte importante de su profesión en el periódico Diario 16, llegando a dirigirlo entre 1992 y 1996.

## Biografía
Nacido en la localidad leonesa de Busdongo de Arbas en 1943, contaba entre sus reconocimientos profesionales con el Premio Luca de Tena, que concede ABC a las trayectorias periodísticas sobresalientes en la defensa del rigor ético, la exigencia literaria y la independencia informativa.
Licenciado en periodismo en 1971, Gutiérrez comenzó como auxiliar de redacción de la revista ya desaparecida SP y en 1976 ingresó en la redacción de Diario 16, periódico del que fue nombrado director en 1992.
A lo largo de su prolongada trayectoria profesional trabajó durante unos meses en la Agencia Efe y en 1972 participó en la fundación de la revista Gentleman, publicación mensual crítica con el franquismo de la que fue director en 1973 y 1974, según la biografía de su propia página web.
Gutiérrez pasó por numerosas especialidades periodísticas como la de reportero, investigación, tertuliano, columnista, enviado especial, articulista, columnista, director y corresponsal, entre otras.
En 1998 Gutiérrez adquirió la cabecera de la revista Leer, dedicada a los libros y la cultura, y que había desaparecido. Un año después recibió el Premio Nacional al Fomento de la Lectura.
Colaboró como columnista y comentarista en ABC y en las cadenas de Antena 3 Radio, ya desaparecida, COPE y Onda Cero, así como en Antena 3 Televisión y Telemadrid.
Desde hacía más de 25 años era miembro del Instituto de Prensa Internacional (IPI), una organización con sede en Viena defensora de la libertad de prensa presente en más de 120 países y era socio del Comité para la Protección de los Periodistas (CPJ, por sus siglas en inglés), según recoge la Agencia Efe.
Fue, además, en varias ocasiones miembro del jurado de los Premios Príncipe de Asturias en la modalidad de Comunicación y Humanidades.
Publicó libros como Gente rara —con prólogo de Martín Prieto—; Erasmo —con prólogo de Eugenio Trias—; Días de papel; En defensa propia —con prólogo de Ali Lmrabet—; Contra el Poder; Veinte años no es nada —con epílogo de Adolfo Suárez—; La ambición del César; Miguel Boyer, el hombre que sabía demasiado y Los Ejércitos más allá del golpe.